# Juegos Panamericanos de 1979
Los VIII Juegos Panamericanos se realizaron en San Juan, Puerto Rico, entre el 1 y el 15 de julio de 1979. La capital de Puerto Rico recibió a 3.700 atletas de 34 países compitiendo en 22 deportes, convirtiéndose así en los juegos más grandes hasta la fecha. La seguridad fue una de las principales preocupaciones debido al debate sobre Puerto Rico, llegando a ser un estado de la unión estadounidense.
Durante la ceremonia inaugural, el gobernador de Puerto Rico Carlos Romero Barceló recibió un abucheo que duró varios minutos durante su discurso.

## Elección de la sede
El 31 de mayo de 1973, San Juan fue la única ciudad candidata a ser finalista para albergar los juegos y fue seleccionada para albergar los VIII Juegos Panamericanos por la ODEPA en su asamblea general realizada en Santiago de Chile.

## Repercusión mediática
Los juegos fueron emitidos en Puerto Rico por WIPR-TV. La cadena de televisión CBS transmitió 12 horas continuas en los Estados Unidos.

### A Step Away
Se filmó la única película oficial de los Juegos Panamericanos, titulada A Step Away y configurada como un docudrama que plasmó la historia de los atletas de elite que participaron en estos juegos (llamados «la Olimpiada de las Américas»). La versión en inglés de la película fue narrada por Orson Welles, mientras que la versión en español por Carlos Montalbán, conocido como la Voz de Oro de América [cita requerida]. Transcurridos ya más de 30 años, este documento histórico se encuentra disponible por primera vez en el mercado, a través de la página www.astepaway.tv.

## Medallero
País anfitrión sombreado.
| Núm.  | País                                 | Oro | Plata | Bronce | Total |
| ----- | ------------------------------------ | --- | ----- | ------ | ----- |
| 1     | Estados Unidos                       | 126 | 95    | 45     | 266   |
| 2     | Cuba                                 | 64  | 47    | 34     | 145   |
| 3     | Canadá                               | 24  | 43    | 71     | 138   |
| 4     | Argentina                            | 12  | 7     | 17     | 36    |
| 5     | Brasil                               | 9   | 13    | 17     | 39    |
| 6     | México                               | 3   | 6     | 29     | 38    |
| 7     | Puerto Rico                          | 2   | 9     | 10     | 21    |
| 8     | Chile                                | 1   | 4     | 6      | 11    |
| 9     | Venezuela                            | 1   | 4     | 4      | 9     |
| 10    | República Dominicana                 | 0   | 5     | 10     | 15    |
| 11    | Jamaica                              | 0   | 4     | 1      | 5     |
| 12    | Panamá                               | 0   | 2     | 2      | 4     |
| 13    | Guyana                               | 0   | 2     | 1      | 3     |
| 14    | Colombia                             | 0   | 1     | 8      | 9     |
| 15    | Perú                                 | 0   | 1     | 2      | 3     |
| 16    | Bahamas                              | 0   | 1     | 0      | 1     |
| 17    | Ecuador                              | 0   | 0     | 2      | 2     |
| 18    | Antillas Neerlandesas                | 0   | 0     | 1      | 1     |
| 18    | Belice                               | 0   | 0     | 1      | 1     |
| 18    | El Salvador                          | 0   | 0     | 1      | 1     |
| 18    | Islas Vírgenes de los Estados Unidos | 0   | 0     | 1      | 1     |
| Total | Total                                | 242 | 244   | 263    | 749   |